# Брюссель (сир)
Сир Брюссель (фр. fromage de Bruxelles, нід. Brusselse kaas) — традиційний бельгійський сир, що виробляється з пастеризованого знежиреного коров'ячого молока. Сир відомий своїм сильним запахом («смердючий сир») і насиченим смаком.
Сир традиційно виробляють на молочних фермах Брабанта в околицях Брюсселя, що і зумовило назву цього сиру. Один із найстаріших бельгійських сирів.

## Виробництво
Сир Брюссель виробляють у два етапи з нежирного коров'ячого молока.
На першому етапі збивається сире неохолоджене знежирене молоко. Потім масу розрізають і залишають відпочивати на 14—20 годин. Після цього кальє зачерпують в мішки. Сироватка буде стікати протягом декількох днів, а вміст мішка буде стискатися в сир. Цей сир, коли він досить висох, замішується, солиться і формується в голівку масою один кілограм. Ці голівки поміщають на горище для висихання на дерев'яних дошках. Через кілька тижнів сир затвердіє. Жирна жовтувата скоринка утворюється завдяки дії бактерій із навколишнього повітря; це зумовлює його характерний смак.
На другому етапі, яка може зайняти два-чотири місяці, сир дозріває. Сир знову розм'якшується завдяки промиванню солоною водою. Потім сиру дозволяють дозрівати у вологому, теплому приміщенні. Сир миють і регулярно перевертають. В кінці періоду дозрівання сир очищають від жовтої кірки. Сир вимочують в ропі і поміщають у теплу воду на кілька днів. Сир стає напівпрозорим і жовтуватим на вигляд. Головку, яка після дозрівання важить 900 грамів, розділяють на шість порцій по 150 грамів.

## Виробники
Сир Брюссель, що виробляється у селі Зуун був визнаний Фламандським центром маркетингу агро- та рибного господарства у 2005 році регіональним продуктом. Однак сироварня закрилася наприкінці 2007 року, і визнання було знято.
На сьогодні більшість сирів Брюссель масово виробляється в Ерві, під різними торговими марками (De Ster, KVZ, Printanier).

## Споживання
Вважається столовим сиром, який використовується для намазування на хліб та як перекуска. У Бельгії сир також вживають на скибочці хліба, змоченій у гарячій і солодкій каві або із пивом Geuze. Його також додають до некласичних рецептів фондю або у страви для аромату. Також сир можна використовувати як інгредієнт в соусах, заправках і десертах.